# Arema Football Club
Il Arema Football Club, meglio noto come Arema, è una società calcistica indonesiana con sede nella città di Malang.

## Storia
Sotto la guida dell'olandese Robert Alberts il club si aggiudicò il suo primo e unico campionato indonesiano nella stagione 2009-2010.

## Palmarès

### Competizioni nazionali
- Campionato indonesiano di calcio: 1

2009-2010